# N906iμ
FOMA N906iμ（フォーマ・エヌ きゅう まる ろく アイ ミュー）は、日本電気 (NEC) によって開発された、NTTドコモの第三世代携帯電話 (FOMA) 端末である。

## 概要
- N905iμの最薄12.9ミリ（最薄部）のボディをそのままに、機能をスペックアップさせた。ニューロポインター、1.7GHz帯は非対応。

- N905iμにはなかった、ワンセグが搭載された。ワンセグアンテナは内蔵。機種名にμが付く端末としては同時に発表されたP706iμと共に初のワンセグ対応端末である。録画対応だが、本体にはできず、microSDカードに録画する。なお、N906i同様、microSDHCカードには公式には対応していない。

- メインカメラはN905iμの約200万画素から約320万画素になった。被写体ブレ補正や手ブレ補正、「簡単ブログアップ」機能にも対応する。

- プリインストールされているiアプリは、パックマニア、アバター☆ボウリング、アバターメーカー for N、フォト文字クリエイター、デコメをつくろう、海外旅行便利ツール、日英版しゃべって翻訳 for N、日中版しゃべって翻訳 for N、モバイルGoogleマップ、カメラでケンサク!ERサーチ、地図アプリ、iD設定アプリ、DCMXクレジットアプリ、Gガイド番組表リモコン、FOMA通信環境確認アプリ、iアプリバンキング、楽オク出品アプリ2がプリインストールされている。

- ファッションブランドである、サマンサタバサの「STNY by Samantha Tabassa」とのコラボレートモデルもレギュラー版の後の2008年6月13日に発売された。各所に「ハートマーク」が付き、オリジナルコンテンツがプリインストールされ、オリジナルアクセサリーも付属する。

- SH906iとSH906iTV同様にイヤホン端子を搭載せず、外部接続端子に付属の変換アダプタを使うことによって平型イヤホン（携帯電話用イヤホン・イヤホンマイク）やステレオミニプラグと接続する。
- 2008年8月よりドコモと現地の通信事業者と共同でグアムとハワイでの850MHz帯の3Gローミングに対応した。

| 主な対応サービス           | 主な対応サービス                    | 主な対応サービス                | 主な対応サービス                                     |
| -------------------------- | ----------------------------------- | ------------------------------- | ---------------------------------------------------- |
| DCMX／おサイフケータイ     | うた・ホーダイ                      | 着うたフル／着うた              | デジタルオーディオプレーヤー(WMA)(AAC)(SDオーディオ) |
| 直感ゲーム／メガiアプリ    | Music&Videoチャネル／ビデオクリップ | GSM／3Gローミング（WORLD WING） | プッシュトーク                                       |
| FOMAハイスピード           | GPS／ケータイお探し                 | デコメール／デコメ絵文字        | iチャネル                                            |
| 着もじ                     | テレビ電話／キャラ電                | 電話帳お預かりサービス          | フルブラウザ                                         |
| おまかせロック／バイオ認証 | 外部メモリーへiモードコンテンツ移行 | トルカ                          | iC通信／iCお引越しサービス                           |
| きせかえツール／マチキャラ | バーコードリーダ／名刺リーダ        | 2in1※                           | エリアメール                                         |

※BモードのメールはWebメールとなる。

## 歴史
- 2008年3月10日 - 電気通信端末機器審査協会 (JATE)通過
- 2008年3月12日 - 技術基準適合証明 (TELEC) 通過
- 2008年4月10日 - 連邦通信委員会 (FCC) 通過
- 2008年5月27日 - F906i・F706i・N906i・N906iμ・N906iL・N706i・N706ie・P906i・P706ie・P706iμ・SH906i・SH906iTV・SH706i・SH706ie・SH706iw・SO906i・SO706i・L706ie・NM706iの開発が発表。
- 2008年6月4日 - 発売開始
- 2008年6月13日 - 「STNY by Samantha Tabassa」発売開始

## 不具合
- 2008年7月23日に以下の不具合の修正がソフトウェアの更新でなされた。
  - iモード利用中に、特定の操作のタイミングによって、端末が再起動する場合がある

- 2008年9月10日に以下の不具合の修正がソフトウェアの更新でなされた。
  - GPRSローミングエリア（海外）でのiモード接続時に、端末が再起動する場合がある

- 2009年5月12日に以下の不具合の修正と改善がソフトウェアの更新でなされた。
  - デコメ絵文字が入った署名を設定し、新規メールを作成中にマルチボタン選択後、メールボタンを押下し、新規メール作成を実行すると電源リセットする場合がある
  - 海外の一部地域で、地域特性により通話や通信できない場合があったが、サービスを利用できるように品質を改善

- 2011年5月19日に以下の不具合の修正がソフトウェアの更新でなされた。
  - iモード通信中に、画像ファイルがアップロードできない場合がある。

## その他
イメージキャラクターはN705iμでキャラクターを務めた玉木宏と、橋本麗香が起用されていた。この2人はN906iでも起用されていた。